# Ismail Omar Guelleh

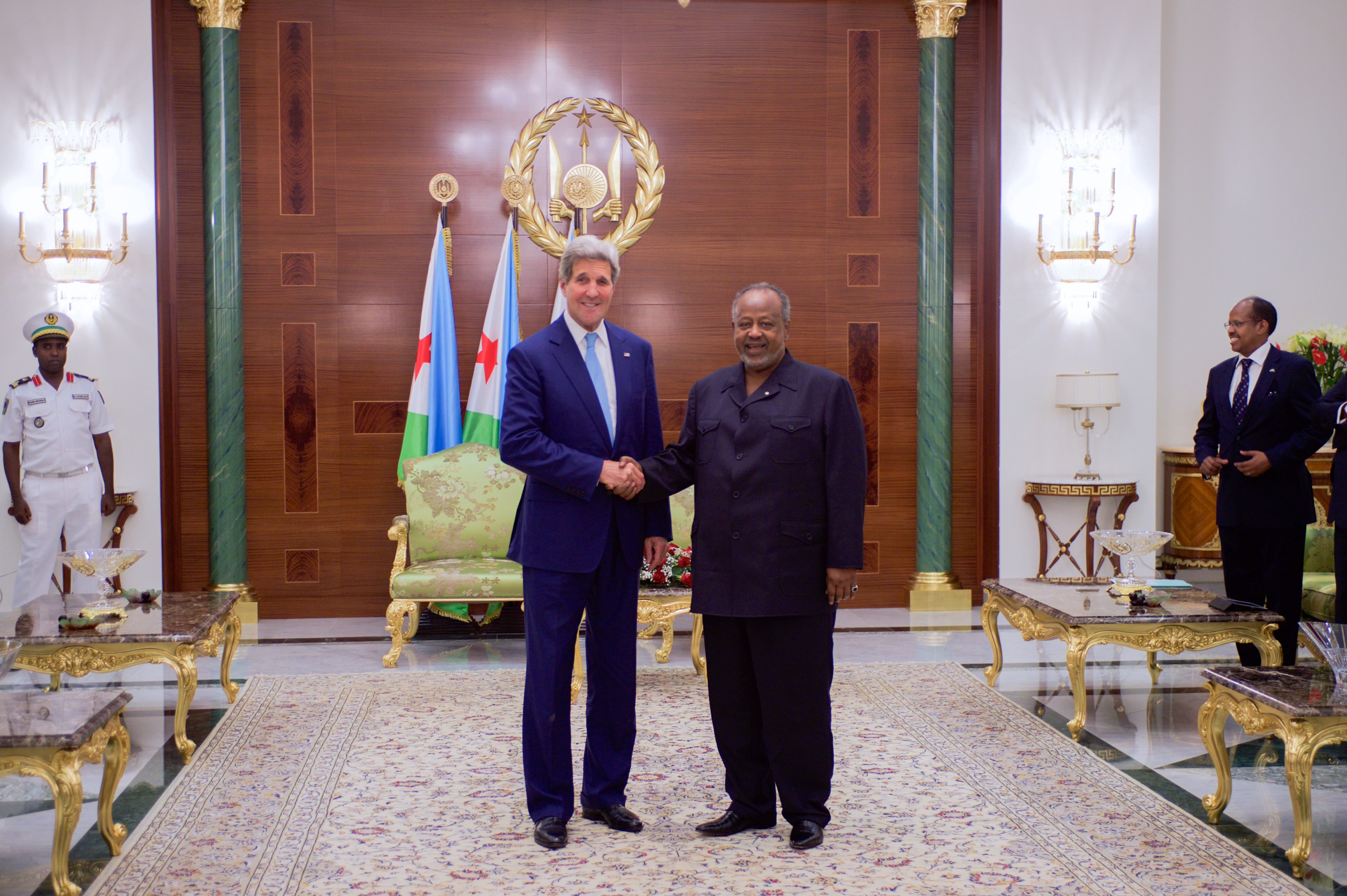
Ismaïl Omar Guelleh i John Kerry, 6 maja 2015

Ismaïl Omar Guelleh (wym. [izmaˈil ɔˈmaːʀ geˈle]; ur. 27 listopada 1947 w Dire Daua) – dżibutyjski polityk, prezydent Dżibuti od 8 maja 1999.

## Prezydentura
Władzę w kraju objął z rąk swego wuja Hasana Guleda Aptidona, który rządził krajem od momentu uzyskania przez niego niepodległości w 1977. W administracji Aptidona, Ismaïl Omar Guelleh był szefem jego gabinetu.
W 2000 prezydent Guelleh zwolnił szefa policji Yacina Yabeha, który później na drodze zamachu stanu próbował bezskutecznie przejąć władzę w kraju.
Na fali arabskiej wiosny, 28 stycznia 2011 w kraju wybuchły antyrządowe zamieszki. Demonstranci organizowali protesty głównie w stolicy kraju, policja użyła przeciwko nim gazu łzawiącego i pałek. Manifestacje ustały 11 marca 2011. 8 kwietnia 2011 odbyły się wybory prezydenckie, w których Ismail Omar Guelleh zwyciężył zdobywając 80,63% głosów. Proces wyborczy został skrytykowany przez opozycję i uznany za nieuczciwy.
W wyborach prezydenckich w kwietniu 2021 roku uzyskał reelekcję z wynikiem 97,4%. 15 maja został zaprzysiężony na piątą kadencję.